# س. إي. بيرد
س. إي. بيرد (بالإنجليزية: C. E. Byrd)‏ هو مدرس أمريكي، ولد في 14 ديسمبر 1859 في مقاطعة باث في الولايات المتحدة، وتوفي في 26 فبراير 1926 في شريفبورت في الولايات المتحدة.